# Brauerei Grohe
Brauerei Grohe GmbH is een private Duitse brouwerij gevestigd in het centrum van Darmstadt.

## Geschiedenis
De brouwerij is opgericht in 1838, als huisbrouwerij van de herberg Erbacher Hof. In 1899 werd Gabriel Grohe de eigenaar van de brouwerij "Zum Erbacher Hof". De naam van de brouwerij veranderde toen in Brauerei Grohe.
Tijdens de Tweede Wereldoorlog werd het centrum van Darmstadt in 1944 door een bombardement vernietigd en daarbij werd ook de brouwerij vernield. Vanaf 1948 kon er opnieuw worden gebrouwen.
De brouwerij bleef tot 1989 in handen van de familie Grohe. Toen nam Wolfgang Koehler de brouwerij over van Maria Grohe. In 2017 namen zijn zonen Wolfgang en Christoph de leiding van de brouwerij over.
Er wordt nog steeds op traditionele wijze bier gebrouwen, zonder computerbesturing.

## Voornaamste biersoorten
- Grohe Hell (voorheen Export): licht bier, 5,1 % alcoholpercentage
- Grohe Bock (6,2%)
- Grohe Pils (4,8%)
- Grohe Weizen (5,2%)
- Grohe Märzen (5,1%)
- Grohe Kleiner Natur-Radler (2,5%)
- Grohe Kleine Fassbrause (alcoholvrij bier)